# Classe Francesco Caracciolo
A Classe Francesco Caracciolo foi uma classe de navios couraçados projetados para a Marinha Real Italiana, composta pelo Francesco Caracciolo, Marcantonio Colonna, Cristoforo Colombo e Francesco Morosini. A primeira embarcação teve sua construção iniciada em 1914, enquanto as obras dos outros três começaram no ano seguinte, porém apenas o Francesco Caracciolo chegou a ser lançado ao mar e nenhum dos quatro foi finalizado. Eles foram encomendados em 1914 como parte de um grande programa de expansão naval e foram projetados com o objetivo de poderem enfrentar couraçados modernos de outras marinhas, como a Classe Queen Elizabeth da Marinha Real Britânica.
Os couraçados da Classe Francesco Caracciolo, segundo o projeto aprovado, teriam um comprimento de fora a fora de 212 metros, boca de pouco mais de 29 metros, calado de nove metros e meio e um deslocamento carregado de aproximadamente 34 mil toneladas. Seus sistemas de propulsão seriam compostos por vinte caldeiras a óleo combustível que alimentariam quatro turbinas a vapor, que por sua vez girariam quatro hélices até uma velocidade máxima de 28 nós (52 quilômetros por hora). Os navios seriam armados com oito canhões de 381 milímetros montados em quatro torres de artilharia duplas, enquanto seu cinturão principal de blindagem teria 303 milímetros de espessura.
A entrada da Itália na Primeira Guerra Mundial em 1915 causou grande escassez de materiais e uma mudança nas prioridades de construção em favor de embarcações menores como contratorpedeiros e submarinos. Consequentemente, o trabalho nos navios foi suspenso em 1916. As obras no Francesco Caracciolo foram retomadas em 1919 e várias propostas para convertê-lo em um porta-aviões foram consideradas, porém problemas orçamentários impediram que qualquer trabalho do tipo fosse realizado. Ele foi vendido para uma empresa de navegação italiana para conversão em um navio mercante, porém isso também foi considerado muito caro e o couraçado foi desmontado em 1926.

## Desenvolvimento
O almirante Paolo Thaon di Revel tornou-se o Chefe do Estado-Maior da Marinha Real Italiana em 1913. Ele garantiu a aprovação de um programa de construção naval que pedia por quatro novos couraçados, três cruzadores e várias outras embarcações. A Classe Francesco Caracciolo foi encomendada em 1914 como o primeiro tipo de super-dreadnought italiano. Eles tinham a intenção de se igualar aos novos couraçados que estavam sendo construídos por outras marinhas, como a Classe Queen Elizabeth da Marinha Real Britânica. O contra-almirante Edgardo Ferrati foi o responsável pelos projetos. Ele inicialmente queria um navio armado com doze canhões de 381 milímetros e vinte canhões de 152 milímetros, porém reduziu a bateria principal para oito canhões e a secundária para doze.

## Características
Os navios da Classe Francesco Caracciolo teriam 201,6 metros de comprimento da linha de flutuação e 212 metros de comprimento de fora a fora. A boca seria de 29,6 metros e o calado ficaria em 9,5 metros. Os quatro teriam um deslocamento de 31,4 mil toneladas com um carregamento leve, porém esse valor podia chegar em 34 mil toneladas quando completamente abastecidos com suprimentos de batalha. Eles seriam equipados com dois mastros em tripé. O sistema de propulsão seria composto por vinte caldeiras Yarrow a óleo combustível que alimentariam quatro turbinas a vapor Parsons, que por sua vez girariam quatro hélices. As caldeiras seriam agrupadas em duas chaminés. As turbinas produziriam 106 mil cavalos-vapor (78 mil quilowatts) de potência, o que em teoria seria capaz de fazer com que as embarcações a uma velocidade máxima de 28 nós (52 quilômetros por hora). Sua autonomia foi estimada em oito mil milhas náuticas (quinze mil quilômetros) a uma velocidade de dez nós (dezenove quilômetros por hora).
A bateria principal seria de oito canhões calibre 40 de 381 milímetros montados em quatro torres de artilharia, duas na frente da superestrutura e duas atrás, em ambos os casos com uma torre sobreposta à outra. Esses canhões seriam capazes de disparar projéteis de 885 quilogramas com uma velocidade de saída de setecentos metros por segundo a uma distância de 19,8 quilômetros. O armamento secundário consistiria em doze canhões calibre 50 de 152 milímetros montados em casamatas à meia-nau; seus projéteis pesariam cinquenta quilogramas e teriam uma velocidade de saída de 850 metros por segundo. A defesa antiaérea ficaria com oito canhões calibre 45 de 102 milímetros e doze canhões de 40 milímetros. As armas de 102 milímetros disparariam projéteis de 13,75 quilogramas a uma velocidade de saída de 850 metros por segundo. Os navios da Classe Francesco Caracciolo, como era comum para couraçados da época, seriam armados com tubos de torpedo, neste caso oito de 450 ou 533 milímetros.
A blindagem da classe consistiria em aço cementado Krupp produzido pela Terni. O cinturão principal de blindagem teria 303 milímetros de espessura, enquanto a proteção horizontal seria proporcionada por um convés de cinquenta milímetros de espessura. A torre de comando principal seria blindada com laterais de quatrocentos milímetros, com o mesmo nível de proteção também sendo implementado nas torres de artilharia principais. Já a blindagem das torres secundárias seria de 220 milímetros.

## Navios
| Navio                | Construtor                                | Homônimo                 | Batimento             | Lançamento         | Destino                  |
| -------------------- | ----------------------------------------- | ------------------------ | --------------------- | ------------------ | ------------------------ |
| Francesco Caracciolo | Regio Cantiere di Castellammare di Stabia | Francesco Caracciolo     | 16 de outubro de 1914 | 12 de maio de 1920 | Cancelados e desmontados |
| Marcantonio Colonna  | Cantieri navali Odero                     | Marco Antônio II Colonna | 3 de março de 1915    | —                  | Cancelados e desmontados |
| Cristoforo Colombo   | Gio. Ansaldo & C.                         | Cristóvão Colombo        | 14 de março de 1915   | —                  | Cancelados e desmontados |
| Francesco Morosini   | Cantiere navale fratelli Orlando          | Francesco Morosini       | 27 de junho de 1915   | —                  | Cancelados e desmontados |

## História

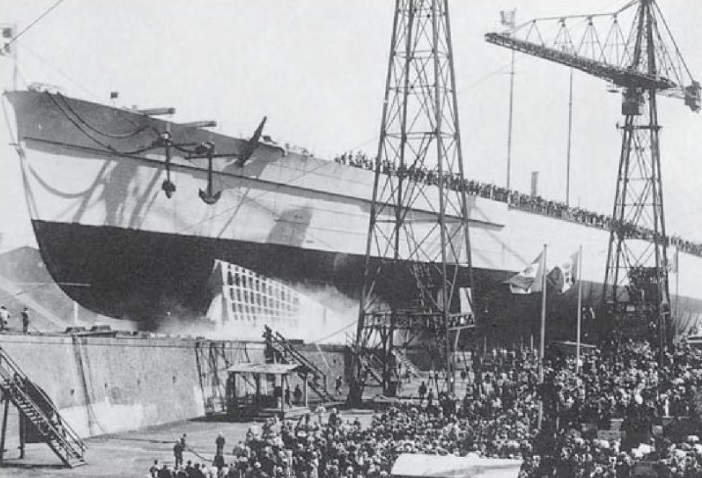
A cerimônia de lançamento do Francesco Caracciolo em 12 de maio de 1920

As construções dos quatro couraçados começaram entre outubro de 1914 e junho de 1915. As obras diminuíram de ritmo depois da Itália ter entrado na Primeira Guerra Mundial em maio de 1915, pois outros tipos de navios, particularmente contratorpedeiros, submarinos e outras embarcações menores eram mais necessárias para combater as Potências Centrais. Consequentemente, a construção de todos os couraçados foi suspensa em março de 1916. Quando o trabalhou parou, aproximadamente nove mil toneladas de aço já tinham sido construídas no casco do Francesco Caracciolo. O Cristoforo Colombo era quem estava mais adiantado, com 12,5 por cento de seu casco completo e cinco por cento de seu maquinário montado. As obras dos dois últimos navios não tinham progredido muito quando tudo foi paralisado. Dois dos canhões principais do Cristoforo Colombo acabaram sendo instalados no monitor encouraçado Faà di Bruno. O monitor Alfredo Cappellini recebeu dois dos canhões de 381 milímetros do Francesco Morosini, enquanto dois monitores da Classe Monte Santo e quatro da Classe Monte Grappa também foram equipados com armas de 381 milímetros originalmente destinadas para os couraçados da Classe Francesco Caracciolo. Quatro canhões foram convertidos em canhões ferroviários e outros foram colocados em baterias costeiras.
Os trabalhos no Francesco Caracciolo foram retomados em outubro de 1919, porém ele nunca foi completado. A Marinha Real considerou no mesmo ano converte-lo em um porta-aviões similar ao britânico HMS Argus. A situação econômica ruim da Itália após o fim da Primeira Guerra Mundial, além dos enormes gastos decorrentes das campanhas de pacificação na Líbia, forçaram grandes reduções no orçamento naval. Dessa forma, uma conversão para porta-aviões não poderia ser realizada. Os estaleiros da Ansaldo sugeriram converter o Franceso Caracciolo em um porta-hidroaviões, que seria uma alternativa mais barata. Isto ainda assim era muito custoso para a Marinha Real.
Além dos problemas orçamentários, o alto escalão de comandantes italianos não conseguia concordar em uma visão para a Marinha Real pós-guerra. Um das facções defendia um estilo tradicional de frota de batalha de superfície, enquanto outra acreditava que o ideal seria uma força composta por porta-aviões, barcos torpedeiros e submarinos. Uma terceira facção, liderada pelo almirante Giovanni Sechi, argumentava que a opção mais flexível era de uma frota equilibrada com um núcleo de couraçados e porta-aviões. Sechi, com o objetivo de garantir espaço no orçamento, reduziu drasticamente o número de navios antigos em serviço e também cancelou os couraçados da Classe Francesco Caracciolo. O Francesco Caracciolo em si foi vendido em 25 de outubro de 1920 para a empresa Navigazione Generale Italiana, que tinha um plano de convertê-lo em um navio mercante. Entretanto, este trabalho foi considerado muito caro e a embarcação foi temporariamente atracada na Baía de Baia, perto de Nápoles.
Nessa época, a Marinha Real tinha voltado mais uma vez com a ideia de converter o couraçado em um porta-aviões. Durante as negociações do Tratado Naval de Washington, o limite de tonelagem proposto para a Itália era de 61 mil toneladas, o que incluía um convertido Francesco Caracciolo e outros dois navios construídos especialmente para serem porta-aviões. Um novo projeto foi preparado, incluindo uma superestrutura de ilha no convés de voo, porém os problemas orçamentários crônicos dos italianos novamente impediram a construção dessas embarcações. O Francesco Caracciolo assim foi desmontado a partir de 1926. Os outros três couraçados da classe tinham sido desmontados pouco depois do fim da guerra, com alguns dos maquinários do Cristoforo Columbo sendo usados no transatlântico SS Roma.

### Citações
1. ↑   Cernuschi & O'Hara 2007, p. 62
2. ↑   Sandler 2004, p. 102
3. 1 2 3 4 5 6 7 8 9 10 11   Gardiner & Gray 1985, p. 260
4. ↑   Friedman 2011, p. 231
5. 1 2   Friedman 2011, p. 240
6. ↑   Ordovini et al. 2017, p. 327
7. ↑   Friedman 2011, p. 241
8. 1 2 3 4 5   Ordovini et al. 2017, p. 310
9. ↑   Silverstone 1984, pp. 297–298, 301
10. ↑   Sandler 2004, p. 99
11. ↑   Gardiner & Gray 1985, p. 287
12. ↑   Gardiner & Gray 1985, p. 288
13. ↑   Romanych & Heuer 2017, p. 24
14. ↑   Clerici, Robbins & Flocchini 1999, pp. 152, 154–156
15. 1 2   Cernuschi & O'Hara 2007, p. 63
16. ↑   Zabecki 1999, p. 859
17. ↑   Goldstein & Maurer 1994, p. 225
18. ↑   Goldstein & Maurer 1994, p. 226
19. ↑   Cernuschi & O'Hara 2007, p. 64
20. ↑   Cernuschi & O'Hara 2007, pp. 64–65
21. ↑   Cernuschi & O'Hara 2007, p. 67
22. ↑   Ordovini et al. 2017, p. 332